# Ali Shallal al-Qaisi
Ali Shallal al-Qaisi (en árabe: علي شلال القیسي‎; 6 de agosto de 1962) es un iraquí que fue capturado y mantenido bajo custodia estadounidense en la prisión de Abu Ghraib en 2003. Su nombre saltó a los medios internacionales y se hizo conocido en 2004 cuando se supo de la tortura y abuso de prisioneros en Abu Ghraib.
Al-Qaisi dijo: «Paso noches sin dormir pensando en la agonía que pasé... Incluso tengo pesadillas recurrentes en las que estoy en mi celda en Abu Ghraib, la celda 49 como la llamaban, siendo torturado a manos de la gente de una gran nación que lleva la antorcha de la libertad y los derechos humanos».
Según Ali Shallal, fue arrestado después de que intentó ponerse en contacto con reporteros extranjeros después de que el ejército estadounidense se apoderara de un campo de fútbol de su propiedad para deshacerse de los cuerpos asesinados por ellos.